# Axiomas de Wightman
Em física, os Axiomas de Wightman foram uma tentativa de obter uma formulação matemática rigorosa da teoria quântica de campos. O físico americano Arthur Wightman formulou os axiomas no início da década de 1950, mas eles só foram publicados em 1964, após a teoria de espelhamento de Haag-Ruelle terem comprovado sua importância.
Os axiomas existem no contexto da teoria quântica de campos construtiva, e eles estão destinados a fornecer uma base para o tratamento rigoroso dos campos quânticos.
Um dos problemas do prémio millenium é unificar os Axiomas de Wightman com a teoria de Yang-Mills.

## Definição
A ideia básica dos Axiomas de Wightman é que existe um espaço de Hilbert em que cada grupo de Poincaré age unitariamente. Desta forma, os conceitos de energia, momento de inércia, momento angular e centro de massa são implementados.
Também há um pressuposto de estabilidade que restringe o espectro do quadrimomento para o cone de luz positivo. Entretanto, isto não é suficiente para implementar o princípio da localidade. Para isto, os Axiomas de Wightman possuem operadores dependentes da posição do campo quântico.
Wightman postulou a existência de um estado invariante de Poincaré chamado vácuo quântico. Além disto os axiomas de Wightman assumem que este vácuo quântico seja cíclico, ou seja, que o conjunto de todos os vetores espaciais que podem ser obtidos pela dedução do estado do vácuo quântico são um subconjunto do espaço de Hilbert.